# Cintilação (astronomia)

Filme em camera lenta da estrela tripla epsilon Aquilae feito com o telescópio Óptico Nórdico na manhã de para um teste com lucky imaging, demonstrando os efeitos da cintilação atmosférica. Tendo em mente que a aquisição do filme ocorreu a uma taxa de 14 imagens por segundo, pode-se ter uma ideia do ritmo das oscilações no brilho da estrela.

Cintilação é um termo genérico usado para descrever rápidas variações no brilho aparente ou cor de um distante objeto luminoso visto através de um meio, geralmente a atmosfera terrestre (cintilação atmosférica).
Se o objeto está fora da atmosfera da Terra, exatamente como no caso de estrelas e planetas, o fenômeno é dito cintilação astronômica; se a fonte de luz está dentro da atmosfera, o fenômeno é dito cintilação terrestre.
Sendo um dos três principais fatores de perturbação atmosférica na astronomia, a cintilação atmosférica é definida como sendo variações de iluminamento apenas, então ela não causa, por definição, aberração focal das imagens astronômicas ((em inglês) blurring). Há consenso generalizado que quase todos efeitos de cintilação são causados por refrações anômalas que, por sua vez, são causadas por flutuações de pequena escala na densidade do ar, geralmente relacionadas com gradientes de temperatura. O movimento normal dos ventos que transportam tais flutuações ao longo da linha de visão do observador produz as mudanças irregulares na intensidade luminosa, característico da cintilação.
Efeitos de cintilação são sempre muito mais pronunciadas próximo ao horizonte do que próximo ao zênite ("posição do sol ao meio-dia"). Volumes de ar com tamanhos da ordem de apenas alguns centímetros ou até decímetros são provavelmente responsáveis pela produção da maior parte das irregularidades atmosféricas relacionadas à cintilação. Um cintilômetro pode ser usado para medir a quantidade de cintilação atmosférica.
Os efeitos de cintilação são reduzidos com o uso de receptores com grande abertura, cujo efeito é chamado de aperture averaging

## Cintilação planetária
É comum dizer que as estrelas piscam, mas os planetas não. Tanto as estrelas como os planetas são discos circulares vistos da Terra. A luz vinda de uma estrela entra na pupila do olho e é focada como um ponto no fundo do olho. Se essa luz fosse seguida em seu caminho inverso até a estrela, veríamos um tronco cônico começando do olho e aumentando seu diâmetro ao aproximar-se da estrela. Entretanto, o aumento do diâmetro é tão gradual que mesmo no topo da atmosfera, 100 km acima, o tronco cônico ainda possuiria quase o mesmo diâmetro da pupila, digamos cerca de meio centímetro. Isso é tão estreito que as correntes de vento com diferentes temperaturas e índices de refração distorcem a luz e fazem a estrela parecer piscar. Por outro lado, um planeta está muito mais perto de nós do que uma estrela (que não seja o Sol), então o tronco cônico no topo da atmosfera é um disco de vários metros. A luz vinda do planeta e que passa pela pupila do observador vem de várias centenas de caminhos diferentes ao atravessar a atmosfera e é pouco provável que a maior parte seja deformada ao mesmo tempo. Assim, o distúrbio total é muito menor e o planeta aparece como um ponto que não pisca.